# Alyxia leucogyne
Alyxia leucogyne är en oleanderväxtart som beskrevs av Henri Ferdinand Van Heurck och Johannes Müller Argoviensis.
Alyxia leucogyne ingår i släktet Alyxia och familjen oleanderväxter. Inga underarter finns listade i Catalogue of Life.